# پل قرا باغ
پل قرا باغ مربوط به دوره قاجار است و در شهرستان شیراز، کیلومتر ۷جاده شیراز به بوشهر واقع شده و این اثر در تاریخ ۱۱ دی ۱۳۸۰ با شمارهٔ ثبت ۴۵۲۸ به‌عنوان یکی از آثار ملی ایران به ثبت رسیده است.